# والتر هاوسر
والتر هاوسر هو سياسي أمريكي، ولد في 6 مايو 1855، وتوفي في 7 أبريل 1928. نشط حزبياً في الحزب الجمهوري. وقد انتخب Secretary of State of Wisconsin ‏.